# Oliver Herkelmann
Oliver Herkelmann (* 21. August 1968 in Hagen) ist ein ehemaliger deutscher Basketballspieler.

## Leben
Herkelmann besuchte bis 1988 das Theodor-Heuss-Gymnasium in Hagen. Anschließend studierte er an der George Mason University und spielte bis 1991 für die Basketballmannschaft (Patriots) dieser Universität. Ab 1992 war er in der Basketball-Bundesliga bis 1999 bei Brandt Hagen und anschließend von 1999 bis 2001 in Trier aktiv. 1994 wurde er zunächst mit Brandt und 2001 mit Herzogtel Trier Pokalsieger. In dieser Zeit bestritt Herkelmann auch 24 Spiele für die deutsche Basketballnationalmannschaft. Im Dezember 2001 verließ Herkelmann Trier und spielte zunächst für drei Spiele für den belgischen Verein Estaimpuis aus Tournai, kurz darauf kehrte er aber für ein Spiel im Trikot des TSK Bamberg in die Bundesliga zurück. Die folgende Saison 2002/03 spielte er dann in der 2. Basketball-Bundesliga beim Aufsteiger aus Iserlohn, 2004 dann wieder in Hagen bei Phoenix. Die Mannschaft war aus der BG Hagen hervorgegangen. In der Saison 2004/05 stieg er mit den Hertener Löwen aus der Regionalliga in die zweite Liga auf, verließ den Verein jedoch wieder in Richtung seiner Heimatstadt. Von 2005 an war er dort nach seiner Spielerlaufbahn als Geschäftsführer tätig und stieg mit dem Verein 2009 in die Bundesliga auf. Ende Februar 2016 schied er bei Phoenix Hagen als Geschäftsführer aus. Später arbeitete er für die Werbeagentur WAK. 2018 gewann er mit der SG Boele-Kabel/Telgte die deutsche Basketballmeisterschaft in der Altersklasse Ü50, nachdem er mit VFK Hagen bereits 2010 und 2014 deutscher Ü35-Meister geworden war.